# Taoniscus nanus
Taoniscus nanus là một loài chim trong họ Tinamidae.
Loài này được tìm thấy ở vùng đồng cỏ cây bụi khô cằn, khoảng 1.000 m (3.300 ft) ở độ cao, giới hạn trong khu vực Nội Cerrado Đông Nam Brazil [4] trong Distrito Federal, Goiás, Gerais, Mato Grosso do Sul, São Paulo và trước đây là Paraná. Mẫu cũng đã được biết đến từ Paraguay (Misiones) và Argentina (Río Bermejo trong hoặc Chaco hoặc Formosa), nhưng các ghi chép gần đây ở Brasil.